# Стрептококовий фарингіт
Стрептоко́ковий фарингі́т  (застаріле ангіна) — хвороба, яку спричинюють β-гемолітичні стрептококи групи А, характеризується ураженнями лімфоїдних елементів ротоглотки та мигдаликів (залоз, розташованих у ротоглотці). Основними клінічними проявами є гарячка, біль у горлі, збільшення мигдаликів, шийних лімфатичних вузлів. Стрептококовий фарингіт становить до 37 % захворювань горла у дітей.
Стрептококовий фарингіт передається при тісному контакті з хворою людиною. Гострий фарингіт можна діагностувати клінічно. Зазначене захворювання лікують антибіотиками. Головним чином, вони застосовуються не для скорочення тривалості хвороби, а з метою запобігання виникненню ускладнень, зокрема таких, як ревматизм.

## Ймовірність виникнення
У США щороку на стрептококовий фарингіт хворіє близько 11 млн людей. Така група бактерій як бета-гемолітичний стрептокок спричинює від 15 до 30 відсотків захворювань горла в дітей і від 5 до 20 % захворювань горла у дорослих. Як правило, зростання рівня захворюваності відбувається наприкінці зими і ранньою весною.

## Етіологія
Стрептококовий фарингіт спричинює група бактерій під назвою бета-гемолітичні стрептококи групи А. Біль у горлі може спричинятись також іншими типами бактерій або вірусів. На гострий фарингіт можна захворіти при прямому тісному контакті з хворою людиною. Швидкість поширення хвороби різко зростає при великому скупченні людей. Наприклад, у військових формуваннях або школах. Бета-гемолітичні стрептококи можуть висихати до пилоподібного стану, але в такому випадку вони втрачають свою шкідливість. При перебуванні бактерій у вологому середовищі, їх здатність до зараження зберігається до 15 днів. Наприклад, вологі бактерії можуть знаходитись на зубних щітках. У поодиноких випадках ці бактерії можуть знаходитись у їжі. 12 % дітей, які не мають симптомів стрептококового фарингіту є носіями бета-гемолітичних стрептококів типу А.

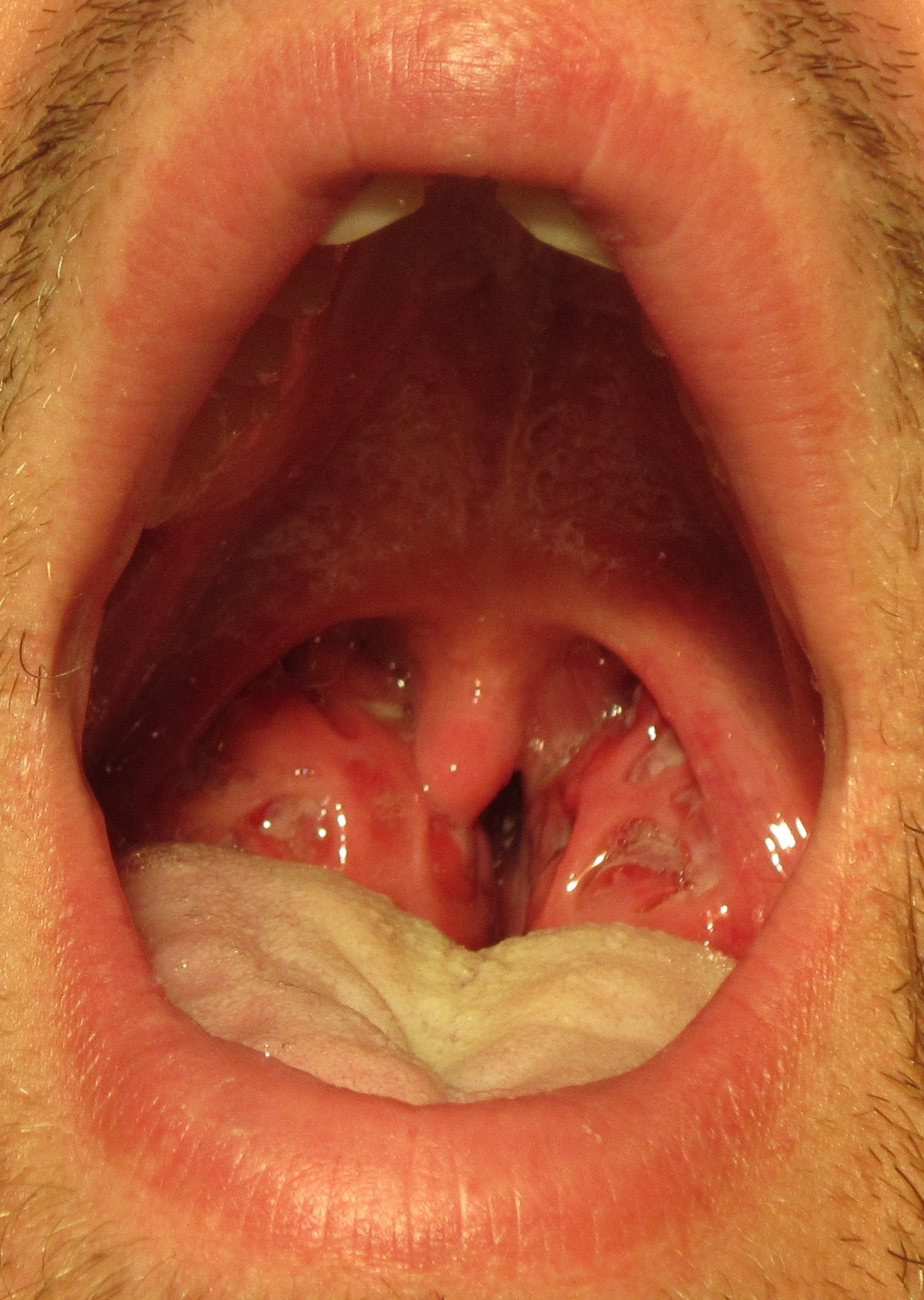
Клінічний випадок стрептококового фарингіту. Зверніть увагу на збільшені мигдалики з білим гнійним нальотом.
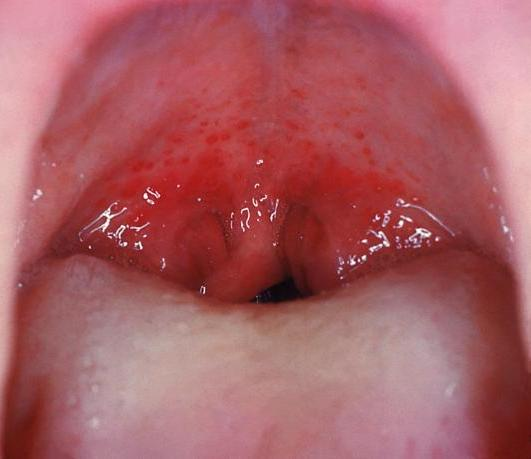
Клінічний випадок стрептококового фарингіту.Зверніть увагу на невеликі червоні плями. Цей висип є рідкісним, але специфічним симптомом [15].
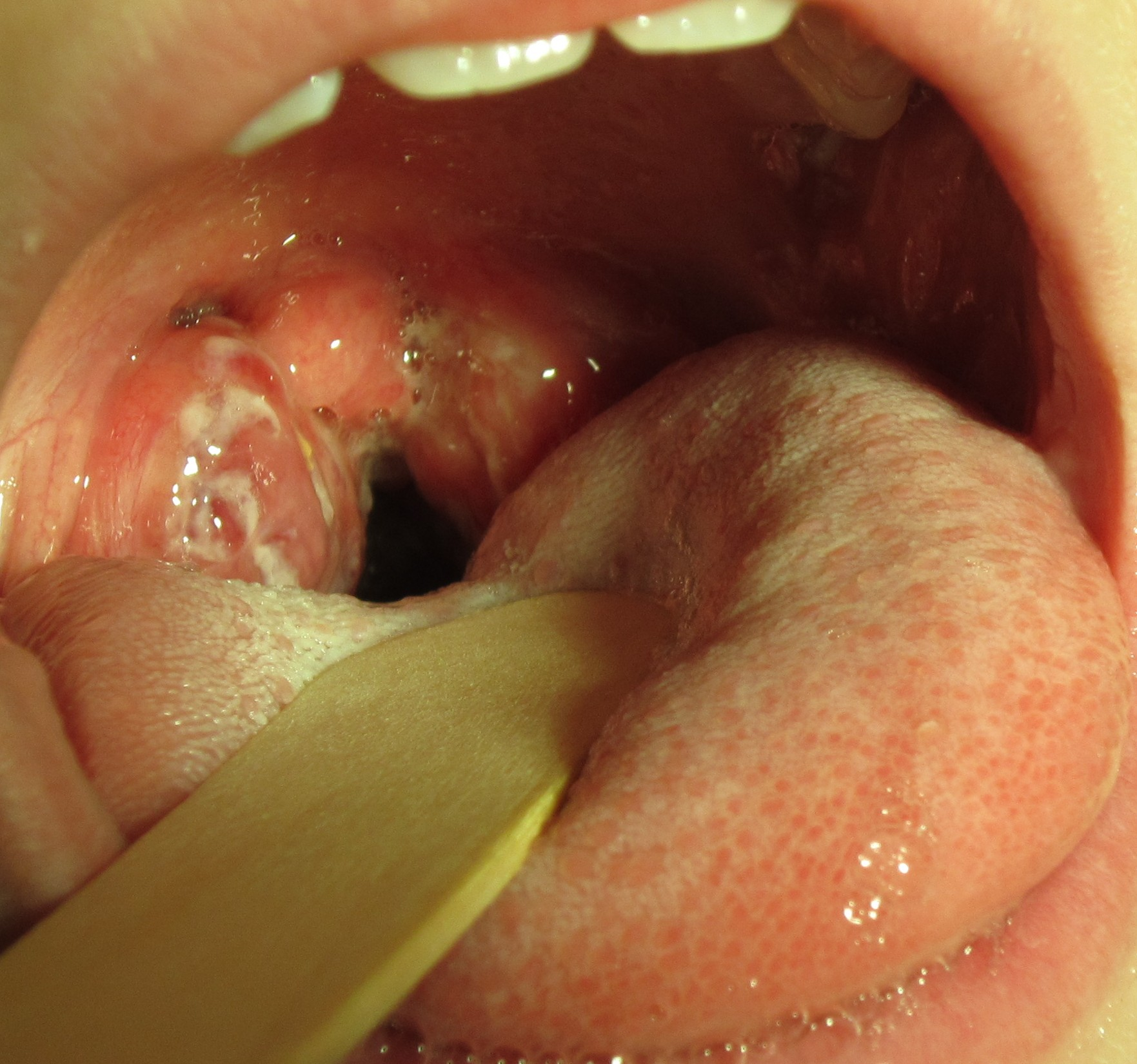
Клінічний випадок стрептококового фарингіту у дитини віком 8 років. Зверніть увагу на збільшені мигдалики, покриті білим гнійним нальотом, в задній частині горла.

## Клінічні ознаки
Основними симптомами при стрептококовому фарингіті є біль у горлі, гарячка, гнійні виділення жовтого або зеленого кольору на мигдаликах, що містять бактерії і лейкоцити, збільшення лімфатичних вузлів.
Також, можуть мати місце інші прояви інтоксикаційного характеру такі як:
- головний біль[10]
- блювання, нудота
- біль у животі[10]
- біль у м'язах[8]

### Перебіг захворювання
Як правило, інтенсивність гострого фарингіту зменшується через три-п'ять днів, незалежно від лікування. Застосування антибіотиків знижує ризик загострення хвороби. 
Стрептококовий фарингіт може стати причиною виникнення наступних серйозних ускладнень:
- ревматизму[10];
- синдрому токсичного шоку[12][13];
- гломерулонефриту[14]
- маніфестації персистуючої стрептококкової інфекції, яка імунопатологічно пов'язана з мозковими структурами та породжує автоімунну церебральну васкулопатію[15] з переважним ураженням корково-підкоркових структур та стріатуму — синдрому PANDAS.[14] Це захворювання пов'язане зі зниженням імунітету та може спричинити раптові та, в деяких випадках, серйозні поведінкові проблеми.

## Діагностика
| Значення за модифікованою шкалою Centor | Імовірність наявності стрептококової інфекції | Лікування                                                                                                 |
| 1 або менше                             | <10 %                                         | Необхідність застосування антибіотиків або посіву культури відсутня                                       |
| 2                                       | 11-17 %                                       | Антибіотики призначають залежно від результатів посіву культури або експрес-тесту для визначення антигену |
| 3                                       | 28-35 %                                       | Антибіотики призначають залежно від результатів посіву культури або експрес-тесту для визначення антигену |
| 4 або 5                                 | 52 %                                          | Антибіотики призначають без проведення посіву культури                                                    |

Призначення лікування може здійснюватись за допомогою модифікованої шкали Centor. Шкала Centor складається з п'яти клінічних ознак. Від наявності вищезазначених ознак залежить імовірність захворювання на гострий фарингіт.
Наявність кожної із цих ознак оцінюється в 1 бал:
- відсутність кашлю
- збільшення лімфатичних вузлів або больові відчуття при їх пальпації
- температура тіла перевищує 38 °C (100,4 °F)
- наявність гнійнього нальоту або набряку мигдаликів
- вік до 15 років (бал знімається, якщо вік перевищує 44 роки)

### Лабораторні дослідження
Основним методом лабораторної діагностики стрептококового фарингіту є бактеріальний посів із зіву. При використанні цього методу, захворювання виявляється у 90–95 % випадків. Іншим способом діагностики є використання експрес-тесту для визначення стрептококової інфекції (Rapid Strep Test, RST) або експрес-тесту для визначення антигена (rapid antigen detection test, RADT). За допомогою експрес-тесту для визначення стрептококової інфекції можна діагностувати захворювання швидше, ніж з використанням бактеріального посіву з ротоглотки, хоча в цьому випадку точність становить лише 70 %. Взагалі діагностика є клінічною.
Таким чином, бактеріальний посів із ротоглотки та експрес-тести для визначення стрептококової інфекції або антигена дають можливість визначити причину захворювання. Бактеріальний посів із зіву або експрес-тест не проводиться у осіб, які не мають жодних симптомів, оскільки частина людей є носіями стрептококових бактерій. Такі особи лікування не потребують.

### Диференціальний діагноз
Симптоми стрептококового фарингіту — аналогічні симптомам інших захворювань. У зв'язку з цим, інколи буває важко діагностувати стрептококовий фарингіт без проведення бактеріального посіву з ротоглотки або експрес-тесту на стрептокок. Такі симптоми як гарячка, біль в горлі, кашель, нежить, діарея, гіперемія і свербіж повік, сльозотеча, швидше за все, спричинюють віруси Інфекційний мононуклеоз може зумовити збільшення шийних лімфатичних вузлів, біль в горлі, гарячку, а також ураження мигдаликів. Це захворювання можна діагностувати за допомогою серологічного аналізу крові. Водночас, специфічного лікування інфекційного мононуклеозу не існує.

## Лікування
Як правило, тривалість захворювання на гострий фарингіт без лікування становить декілька днів. При лікуванні антибіотиками, зазвичай, ознаки зникають на 16 годин швидше. Для уникнення ускладнень, таких як ревматизм і навколомигдаликовий абсцес, застосовують антибіотики. Їх бажано застосовувати протягом 5-7 днів від початку симптомів.

### Антибіотикотерапія
Пеніцилін V був найбільш поширеним антибіотиком для лікування стрептококового фарингіту у США. Він має популярність завдяки своїй безпечності, ефективності та низькій вартості. Амоксицилін, як правило, використовують в Європі. В Індії пацієнти більш схильні до виникнення таких ускладнень, як ревматизм. У зв'язку з цим, стандартним лікуванням є ін'єкції бензилпеніциліну G. Застосування антибіотиків призводить до зменшення середньої тривалості симптомів, що зазвичай становить від трьох до п'яти днів. Антибіотики знижують її приблизно на один день. Ці лікарські засоби також запобігають поширенню захворювання. Вони використовуються, головним чином, з метою профілактики ускладнень. Такими ускладненнями є ревматизм, висипи або інфекційні захворювання. При застосуванні антибіотиків необхідно враховувати їх можливу побічну дію.
Застосування антибіотиків для лікування гострого фарингіту залежить від ступеня тяжкості хвороби та швидкості її поширення. Еритроміцин (та інші антибіотики, зокрема такі як макроліди) застосовуються для лікування осіб з алергією на пеніцилін. Антибіотики групи цефалоспоринів можуть використовуватись для лікування осіб з алергіями меншого ступеню тяжкості. Стрептококові інфекції також можуть привести до виникнення гострого гломерулонефриту. 

### Місцеве знеболювання
Для зменшення больових відчуттів, які породжує гострий фарингіт використовують знеболювальні лікарські засоби. Як правило, застосовують нестероїдні протизапальні препарати або парацетамол, також відомий як ацетамінофен. Також ефективні стероїдні препарати та лідокаїнова мазь. Для лікування дорослих пацієнтів можна іноді застосовувати нестероїдні протизапальні засоби. 
Призначати ацетилсаліцилову кислоту дітям протипоказано, оскільки це може призвести до виникнення синдрому Рея.

## Профілактика
Окремі особи мають підвищену схильність до захворювання на гострий фарингіт. Видалення мигдаликів є одним із способів запобігання виникненню цього захворювання. Захворювання на гострий фарингіт три або більше разів протягом року є поважною причиною для видалення мигдаликів, але тільки після консультації з лікарем. 